# Th16
Th16 – austriacki parowóz eksploatowany na KNFB. Wyprodukowano 63 parowozy. Po pierwszej wojnie światowej kilka parowozów trafiło do kolei polskich. Po drugiej wojnie światowej polskie koleje nie eksploatowały tych parowozów.